# 銀河任侠伝
『銀河任侠伝』（ぎんがにんきょうでん）は、ジャレコより1987年7月下旬に発売されたアーケードゲーム。キャラクターデザインはANO清水。

## 概要
本作は任侠である主人公やっちゃんが、銀河組の二代目を継ぐクリスちゃんを助けるために、彼女を攫ったコブラ軍団と激闘を繰り広げる様子を描いている。
一方で、本作はあくまでも映画の撮影舞台という設定であり、ステージの上方には照明が描かれている。また、ステージクリア時にはアイキャッチが入り、やっちゃんやクリスのイラストの他、ボイス入りでジャレコのロゴが表示される場合もある。

## ゲーム内容
全部で7ステージで、上下に移動する箇所もあるが基本は横スクロール。やっちゃんが生身で戦うアクションパート（ステージ1、3、4、6、7前半）と、宇宙でメカに乗って戦うシューティングパート（ステージ2、5、7後半）がある。ステージ7のみアクションパートではボスを倒しきれず、ボス戦のみのシューティングパートに移行する。各ステージには999カウントの制限時間が存在する。
アクションパートはやっちゃんを操作し、攻撃、左右への移動、ジャンプ、しゃがむといった動作が可能。初期の攻撃方法はパンチ。4種のアイテム（義、理、人、情）を獲ることで2段階までパワーアップし、攻撃がパンチからドス、ドスから長ドスに変わり射程が伸びていくが、ダメージを受けるとパワーダウンする。被ダメージ時の無敵時間はない。
ハイパーマムシというアイテムを取ると体力が増加して画面内の敵を全滅させた後、時間制限付きながら攻撃が衝撃波を飛ばすビーム剣にパワーアップする。効果が切れた後の攻撃は、ハイパーマムシを取る前の状態に関係なく長ドスになる。
シューティングパートではやっちゃんがメカの上に立つ形で乗っており、ダメージを受ける判定はやっちゃんだけにある。上下左右に自由に移動でき、メカの底部から発射される砲撃とやっちゃん本人による攻撃が同時に可能。アクションパートでのパワーアップやダメージを受けた際の仕様は、こちらのパートでも有効になっている。
画面下部に並ぶ「E」の文字は体力を示しており、「E」がなくなるか画面外へと落下すると1ミスになる。「E」はアイテムとしても登場し、獲得すると体力が増加する。アクションパートの開始時に、「E」の数は初期値の5へと戻される。
このゲームの最大の特徴は、登場する敵キャラクターの大半が様々な映画やアニメのパロディになっており、ステージ上に大量に現れる点にある。また、ステージの背景やアイキャッチ、BGMにもパロディが散りばめられている。エンディングのスタッフロールの最後には「EXCUSE」という言葉に続く形で、申し訳程度に「NTV、TBS、JOCX、ASAHI、SHOCHIKU、TOHO、TOWA、SUN RISE、PIERO、DEEN、A.W.A　ETC」と、パロディ元の作品に関係する会社などの名前が表記されている。これらはデモ画面に表示されるスコアランキングのデフォルトネームにも使用されており、そちらではJUMP、KITTY、SUNDAY、KYONCの名前も表記されている。
上記の事情により、多くの知的財産権に抵触すると考えられるためか、現在に至るまでコンシューマーゲーム機への移植は一切なされていない。後年に発売されたジャレコのゲーム音楽を収めたサウンドトラックCDには本作のBGMも収録されているが、知的財産権に抵触しかねない物は除外されている。

## 登場キャラクター
やっちゃん
本作の主人公。自機のグラフィックはリーゼントのように見えるが、各種イラストでは髪型を纏めてはいない。シューティングパートのクリア時には様々なコスプレを披露する。
クリス
本作のヒロインで、銀河組の二代目を継ぐおじょうさん。名前の由来は映画『二代目はクリスチャン』。エンディングでは没になった旧バージョンが紹介される。
疾風号
やっちゃんが用いる巨大なカメ型戦闘機。ボスを倒すと登場し、背中に乗るとステージクリアとなる。シューティングステージではメカに変身し、やっちゃんに代わって攻撃を行う。
キングコブラ
クリスを誘拐したコブラ軍団の総帥。ステージ7のボスだが、浮遊する足場に乗って各ステージのボス戦にもクリスと共に登場し、やっちゃんがボスを倒すと逃げ去っていく。

## 敵キャラクター
攻撃手段は突進と飛び道具に分けられ、後者は軌道が水平のタイプと放物線を描くタイプが存在する。また、飛び道具を使う敵はやっちゃんよりも上の位置にいる場合、タイプに関係なく真下に飛び道具を落としてくる。
名称のアルファベット表記はデモ画面の紹介画面より。

### ステージ道中
TORA
元ネタは『男はつらいよ』シリーズに登場する車寅次郎。
KANTA
鑿を水平に飛ばしてくる。元ネタは『寺内貫太郎一家』に登場する寺内貫太郎。
ZAKU
移動速度が早く、水平にミサイルを飛ばしてくる。元ネタは『機動戦士ガンダム』に登場する指揮官用ザクIIだが、倒されると色は緑のままアッガイに変わる。
DAIMA
速度の遅い飛び道具を飛ばしてくる。元ネタは大魔神で、登場時は憤怒の表情だが、倒されると穏やかな表情になる。
GOZIL
突進してくる。元ネタはゴジラ。
HANA
打球を飛ばしてくる。元ネタは『巨人の星』に登場する花形満で、登場する状態になるとアニメ版の主題歌「ゆけゆけ飛雄馬」のイントロそのままのBGMがループ再生される。
KYONc
元ネタはキョンシー。
J3
元ネタは『13日の金曜日』に登場するジェイソン。
RANBO
ボス以外では唯一移動しない敵。水平にロケット弾を発射してくる。元ネタは『ランボー』シリーズに登場するジョン・ランボー。
WAZI
元ネタはプロレスラー時代の輪島大士。
GEKKO
バイクに乗って火炎瓶を投げてくる。元ネタは月光仮面だが、全身が白ではなく赤で染まっている。
JOE
突進してきて、当たるとクロスカウンターのポーズになる。元ネタは『あしたのジョー』に登場する矢吹丈で、倒すと最終回の真っ白に燃え尽きたグラフィックになる。
アマンドコマンド
ローラースケートを履いたウェイトレスで、ステージ1の冒頭とステージ7の序盤にだけ登場する。攻撃に当たってもダメージがない。名前の由来はアマンド。
大ノブタ
ステージ1中盤に登場する。元ネタはヤッターマンに登場する「おだてブタ」と大乃国康（現・芝田山親方）。
他にも、新日本プロレスでストロング・マシーンを率いていた若松市政、『マシンロボ ぶっちぎりバトルハッカーズ』に登場するガクランダー、『ルパン三世』シリーズの次元大介、『必殺シリーズ』の中村主水、『北斗の拳』のケンシロウ、『巨人の星』の花形満などを元ネタとする敵キャラクターが登場する。

### ボス
名称不明
ステージ1のボス。腕を伸ばして攻撃してくる。元ネタは『悪魔くん』のドラマ版に登場するメフィストの弟。
さざえさん
ステージ2のボス。サザエの形を模している。名前の由来はサザエさん。
不死屋ペコ（PEKO）
ステージ3のボス。原始人ルックで、ハンマーを武器に襲い掛かってくる。名前の由来は不二家とペコちゃん。
G-ROBO
ステージ4のボス。2種の飛び道具に加えて、ダメージを受けるとカウンター攻撃を行う。元ネタはジャイアントロボ。
名称不明
ステージ5のボス。台座に乗って2種類の飛び道具を飛ばしてくる上に、台座からは道中に登場した敵が出てくる。
難野用子（NANNO）
ステージ6のボス。ヨーヨーで攻撃してくるが、鉄仮面を被るか掲げている間は無敵で、その時に攻撃を当てるとカウンターされる。元ネタは『スケバン刑事II』で主役の五代陽子を演じた南野陽子。
キングコブラ
ステージ7のボス。アクションパートで倒すと変身し、シューティングパートへと移行する。

## CD
2016年7月4日にクラリスディスクから発売された「Arcade Disc In JALECO -ACTION-」に、本作のBGMの大半が収録されている一方、版権上の都合で収録されていないものもある。
過去にサイトロンレーベルから発売された「GAME SOUND JALECO -G.S.M. JALECO1-」にもこのゲームのBGMが収録されていた。

## その他
- ゲーム音楽の作曲家である川元義徳（Kawagen）は、ジャレコ時代制作に関わり、また同じく当時社内で当作に関わった漫画家のはぬまあんが主人公の声を担当しているとweb上で発言している[7]。
- エンディングでは没になったキャラクターとして、「BUNNY GIRL（バニーガール）」「REIGEN DOUSHI（霊幻道士）」「YOU NO URANAI」「CLIS OLD TYPE[8]」が紹介される。
- 2014年9月に海外のアプリ開発会社「NAO-MIC」が、『Galaxy Ninja』という本作のグラフィックを無断利用したアプリを配信していた[9]が、配信開始から1ヶ月経たず配信停止に至っている。
  - 配信停止になる前の9月22日、Webメディアの「ファミ通App」（KADOKAWA Game Linkage）が『Galaxy Ninja』を好意的に紹介する記事[10]を掲載して問題となった。「ファミ通App」はゲーム内容について配信元に問い合わせたとのことだが返答はなく、『Galaxy Ninja』の配信停止を確認した翌23日に記事内容を削除し、代わりに謝罪文を掲載している[11]。
- 採用されている音源チップはY8950である。